# Erin Teschuk
Erin Teschuk, född 25 oktober 1994, är en friidrottare från Kanada. Hon deltog vid olympiska sommarspelen 2016.